# Ruszwurm
Le Ruszwurm est un salon de thé-pâtisserie fondé en 1830 situé dans le 1er arrondissement de Budapest.